# NGC 509
NGC 509 (другие обозначения — UGC 932, MCG 1-4-45, ZWG 411.43, PGC 5080) — линзовидная галактика в созвездии Рыбы.
Этот объект входит в состав группы галактик NGC 470. Помимо этой группы, рассматривается как член группы NGC 524.
Этот объект входит в число перечисленных в оригинальной редакции «Нового общего каталога».